# 1721

## Събития
- 22 октомври – Руският цар Петър I се обявява за император

## Родени
- 9 март – Каролина фон Пфалц-Цвайбрюкен, ландграфиня на Хесен-Дармщат

## Починали
- Йохан Кристоф Бах,